# Serguéi Gláziev
Serguéi Yúrievich Gláziev (en ruso: Сергей Юрьевич Глазьев) (nacido el 1 de enero de 1961) es un político ruso, diputado de la Duma Estatal y  candidato a presidente de Rusia en las elecciones de 2004.

## Biografía
Nacido en Zaporiyia, entonces RSS de Ucrania, Gláziev estudió en la Universidad Estatal de Moscú, donde consiguió un título de grado, una maestría, y finalmente, un doctorado en Economía. Dejó la universidad en 1990. El siguiente año, entró al servicio del gobierno, llegando a ser Primer Viceministro de Relaciones Económicas Externas bajo Yegor Gaidar. Sirvió como tal durante un año, tras el que fue promovido a ministro por Víktor Chernomyrdin, cargo que ocupó hasta 1993, cuando lo dejó para presentar su candidatura a la Duma Estatal.
Elegido para la Duma Estatal como miembro del Partido Comunista de la Federación Rusa en 1994, renunció al cargo antes de que acabara el periodo de cuatro años para el que había sido elegido, ya que fue nombrado asesor de seguridad económica del Consejo de la Federación y jefe del departamento de análisis del Consejo.
En 1999, renunció otra vez para poder ser elegido para la Duma, y fue elegido de nuevo para representar en ella al Partido Comunista. Esta vez, sin embargo, chocó fuertemente con el liderazgo del partido y, en 2003, abandonó el partido para ayudar a formar el Ródina, un nuevo partido populista y nacionalista de la izquierda política del espectro político ruso. Ese año, llegó a ser uno de los treinta y siete candidatos a la Duma elegidos del Partido. Otros prominentes candidatos fueron Dmitri Rogozin, presidente del Comité de Asuntos Exteriores de la Duma y copresidente, con Gláziev, del partido Ródina; y el antiguo director del Banco Central Víktor Geráshchenko.
Con vista a las elecciones presidenciales de Rusia de 2004, tanto Gláziev como Geráshchenko se encaminaron a la presidencia en diferentes papeletas, con el resto de líderes del Ródina intentando ser neutrales en el conflicto. Geráschenko fue nominado como candidato por uno de los partidos minoritarios que formaban la coalición Ródina, lo que llevó a la Comisión Electoral Central de Rusia a no escribir su nombre en las papeletas, ya que no había sido nominado por todo el partido. Gláziev, se había nominado a sí mismo como candidato independiente, de modo que no tuvo ningún problema para aparecer en las papeletas.
Durante las elecciones, Gláziev se promocionó como campeón de la justicia social y oponente a la corrupción política, particularmente contra la corrupción establecida por la oligarquía rusa de los negocios. Prometió la inclusión en la constitución de una garantía del nivel de vida, proveyendo asistencia sanitaria universal y educación pública gratuita a las masas, triplicar el salario mínimo, proteger los derechos de los sindicatos, redistribuir la riqueza perteneciente a los oligarcas, e incrementar el crecimiento económico. Prometió erradicar a la importante Mafia rusa, purgar a los burócratas y miembros de la policía corruptos, y proteger el país del terrorismo. Esta plataforma llegó a ser moderadamente popular, ya que se convirtió en la tercera fuerza de seis que se presentaban, con un 4.1% (2.826.641 votos) de los votos.
Tras las elecciones, Rogozin, que llevaba tiempo intentando quitar a Gláziev del poder, tuvo éxito en ello, llevando al congreso ordinario del partido una propuesta para quitarle la presidencia, que fue aprobada, dejándolo a él solo el control del partido. Esto llevó a Gláziev y sus partidarios a intentar formar su propio partido, llamado Por una vida decente, pero el Ministerio de Justicia rechazó reconocer la validez del partido.
Después del cisma dentro de Ródina entre Rogozin y Serguéi Baburin en 2005, Gláziev volvió a unirse al partido y se reconcilió con sus antiguos compañeros. Después de que Rogozin fuera reemplazado por Aleksandr Babakov como líder del partido en 2006, el partido Ródina se unió al Partido Ruso de la Vida y al Partido de los Pensionistas Rusos, para formar el partido Rusia Justa.
Gláziev anunció que se retiraba de la política en marzo de 2007, y dijo que no iba a buscar un puesto en la Duma, arguyendo que el control de Vladímir Putin había anulado toda oposición o debate político en el país.
Gláziev ha escrito más de cuarenta libros y centenares de panfletos y papeles de investigación. Uno de sus libros ha sido traducido al inglés por la Revista de Inteligencia Ejecutiva del Movimiento LaRouche como Genocide: Russia and the New World Order (Genocidio: Rusia y el Nuevo Orden Mundial) - ISBN 0-943235-16-2).
Desde el 30 de julio de 2012 hasta el 9 de octubre de 2019 formó parte de la Administración del Presidente de Rusia (Presidential Administration of Russia), organismo no contemplado en la Constitución de Rusia, en calidad de Consejero del Presidente de la Federación de Rusia. Es miembro del ultranacionalista Club Izborski junto con otros partidarios del Eurasianismo como, por ejemplo, el filósofo Aleksandr Duguin y el escritor nacional-bolchevique Zajar Prilepin.
Tras dejar su cargo de consejero, pasó a ocupar el puesto de comisionado (o ministro, según la traducción) para la Integración y Macroeconomía de la Unión Económica de Eurasia, parte del cuerpo ejecutivo de la UEE, en 2021.